# معاملة المثليين في جزر كايمان
قد يواجه الأشخاص من المثليين والمثليات ومزدوجي التوجه الجنسي والمتحولين جنسياً (اختصاراً: LGBT) في إقليم ما وراء البحار البريطانية جزر كايمان تحديات قانونية لا يواجهها غيرهم من المغايرين جنسيا. أصبح النشاط الجنسي المثلي قانونيا في جزر كايمان منذ عام 2001،

## قانونية النشاط الجنسي المثلي
تم إلغاء تجريم الأفعال الجنسية بين شخصين بالغين متوافقين على انفراد في مونتسرات (وغيرها من أقاليم ما وراء البحار البريطانية) صراحة بموجب أمر صادر عن المجلس الخاص للمملكة المتحدة بموجب المادتين 3 (1) و 3 (7) من «قانون الأقاليم الكاريبية (القانون الجنائي)، 2000».
ذكر تقرير العهد الدولي الخاص بالحقوق المدنية والسياسية البريطاني عن أقاليم ما وراء البحار البريطانية في برمودا، جزر كايمان، وجزر فوكلاند، جبل طارق، مونتسرات، وجزر بيتكيرن، سانت هيلينا، وجزر توركس وكايكوس في عام 1999 أن «حكومة المملكة المتحدة تشعر بالقلق من أن جميع الأقاليم فيما وراء البحار يجب أن تتبنى - كما يفعل معظمها بالفعل - بالفعل نفس الموقف الذي حصلت عليه في المملكة المتحدة نفسها فيما يتعلق بعقوبة الإعدام والعقوبة البدنية القضائية والمعاملة كجرائم جنائية لأفعال المثلية الجنسية بين البالغين المتوافقين في السر».
أدانت جماعات المحافظين والسياسيين إلغاء قانون مناهضة المثلية، حيث قام العديد منهم بنظريات مؤامرة حول جماعة ضغط مثلية سرية مفترضة تحاول تدمير قيم كايمان المسيحية.
تعتبر السن القانونية للنشاط الجنسي أعلى للمثليين جنسيا (21 عاما) مما هو عليه بالنسبة للمغايرين جنسيا (16 عاما).

## الاعتراف القانوني بالعلاقات المثلية
يحدد قانون الزواج في جزر كايمان الزواج بين رجل وامرأة. يحظر الدستور زواج المثليين عبر الإشارة إلى حق الأزواج المغايرين في الزواج، رغم أنه لا يذكر صراحة الاتحادات المثلية.
منذ ذلك الحين، تم إجراء إصلاحات تدريجية للاعتراف ببعض الحقوق للأزواج المثليين. في يوليو 2016، قضت محكمة استئناف الهجرة لصالح رجل مثلي الجنس يرغب في إضافته إلى تصريح عمل زوجه كمعال. في وقت لاحق من ذلك العام، صوتت الجمعية التشريعية ضد اقتراح بإجراء استفتاء حول ما إذا كان يجب على الإقليم تشريع زواج المثليين. تم رفع دعوى قضائية رفعتها زوجتان مثليتان كايمانية-بريطانية، اعترضت على حظر زواج المثليين، في المحكمة العليا. تم الاستماع إلى الحجج الشفوية في القضية في فبراير 2019، وتم نشر الحكم بالتأييد للاعتراف بزواج المثليين في 29 مارس 2019.
ومع ذلك، استأنفت الحكومة القرار أمام محكمة الاستئناف، وتم تعليق الحكم في 10 أبريل. سيتم سماع الطعن في أغسطس 2019.

## الحماية من التمييز
في عام 2009، استبعد مشروع دستور لحكومة جزر كايمان حقوق المثليين. وصفت لجنة الشؤون الخارجية البريطانية قرار استبعاد التوجه الجنسي كسبب محظور للتمييز بأنه «محزن» وأثارت مخاوف من أنه ينتهك قوانين حقوق الإنسان. وأثارت إمكانية منح سكان جزر كايمان أقل من الحماية الكاملة التي يستحقونها بموجب الاتفاقية الأوروبية لحقوق الإنسان.

## الخدمة العسكرية
سمح للمثليين والمثليات ومزدوجي التوجه الجنسي والمتحولين جنسيا بالخدمة في القوات المسلحة البريطانية منذ عام 2000.

## ظروف الحياة
قد ينزعج بعض المارة من إظهار التعاطف علنا بين الشركاء المثليين. يميل مجتمع كايمان إلى كونه محافظا عند التعامل مع قضايا مثل حقوق المثليين، على الرغم من أن جيل الشباب يعتبر ليبراليًا ثقافيًا بشكل متزايد.
يعتبر مشهد وحضور المثليين في جزر كايمان محدودا وصغيرا، مع عدم وجود ملاهي ليلية أو شواطئ محددة. ومع ذلك، فإن العديد من الفنادق والمناطق السياحية تلبي احتياجات العملاء المثليين.

### رهاب المثلية
في حين أن جزر كايمان علمانية رسمياً ويكفل الدستور المساواة وعدم التمييز، فإن الحكومة كانت صريحة بشكل خاص في التعبير عن مواقفها المناهضة للمثليين. في عام 1998، حظرت سفينة سياحية نرويجية تحمل أكثر من 900 مسافر من المثليين من الموانئ. ذكرت وزارة السياحة: «لا يمكننا الاعتماد على هذه المجموعة لدعم معايير السلوك المناسب المتوقعة من زوار جزر كايمان». أثار الحظر انتقادات من جماعات حقوق الإنسان ووكالات السفر، والتي نصح بعضها بمقاطعة هذه الجزر. في عام 2008، ألقت الشرطة القبض على رجل مثلي الجنس من ولاية ماساتشوستس بعد أن قبل شريكه في حلبة الرقص الليلية. تم إطلاق سراحه لاحقًا.

## ملخص
| قانونية النشاط الجنسي المثلي                                                                  | (منذ عام 2001)                                    |
| المساواة في السن القانوني للنشاط الجنسي                                                       | No                                                |
| قوانين مكافحة التمييز في التوظيف                                                              | No                                                |
| قوانين مكافحة التمييز في توفير السلع والخدمات                                                 | No                                                |
| قوانين مكافحة التمييز في جميع المجالات الأخرى (تتضمن التمييز غير المباشر، خطاب الكراهية)      | No                                                |
| قوانين مكافحة أشكال التمييز المعنية بالهوية الجندرية                                          | No                                                |
| زواج المثليين                                                                                 | (محظور دستوريا منذ عام 2009، التقنين في الانتظار) |
| الاعتراف القانوني بالعلاقات المثلية                                                           | No                                                |
| تبني أحد الشريكين للطفل البيولوجي للشريك الآخر                                                | No                                                |
| التبني المشترك للأزواج المثليين                                                               | No                                                |
| يسمح للمثليين والمثليات ومزدوجي التوجه الجنسي والمتحولين جنسيا بالخدمة علناً في القوات المسلحة | (المملكة المتحدة مسؤولة عن الدفاع)                |
| الحق بتغيير الجنس القانوني                                                                    | No                                                |
| علاج التحويل محظور على القاصرين                                                               | No                                                |
| الحصول على أطفال أنابيب للمثليات                                                              | No                                                |
| الأمومة التلقائية للطفل بعد الولادة                                                           | No                                                |
| تأجير الأرحام التجاري للأزواج المثليين من الذكور                                              | (غير قانوني للأزواج المغايرين كذلك)               |
| السماح للرجال الذين مارسوا الجنس الشرجي التبرع بالدم                                          | No                                                |